# Theridion ischagosum
Theridion ischagosum är en spindelart som beskrevs av Alberto Barrion och James A. Litsinger 1995. Theridion ischagosum ingår i släktet Theridion och familjen klotspindlar.
Artens utbredningsområde är Filippinerna. Inga underarter finns listade i Catalogue of Life.